# Episodi di Big Time Rush (terza stagione)
La terza stagione della serie televisiva Big Time Rush è stata trasmessa in prima visione negli Stati Uniti da Nickelodeon dal 12 maggio 2012.
In Italia è stata trasmessa in prima visione assoluta dal 19 novembre 2012 al 3 marzo 2013 su Nickelodeon. In chiaro è stata trasmessa dal 2015 su Rai Gulp.
| nº | Titolo originale     | Titolo italiano                  | Prima TV USA      | Prima TV Italia  |
| -- | -------------------- | -------------------------------- | ----------------- | ---------------- |
| 1  | Backstage Rush       | Un backstage elettrizzante       | 12 maggio 2012    | 19 novembre 2012 |
| 2  | Big Time Returns     | Il ritorno dei Big Time Rush     | 25 giugno 2012    | 20 novembre 2012 |
| 3  | Bel Air Rush         | Grosso guaio a Bel Air           | 2 luglio 2012     | 21 novembre 2012 |
| 4  | Big Time Double Date | Doppio appuntamento              | 9 luglio 2012     | 22 novembre 2012 |
| 5  | Big Time Merchandise | Geni del marketing               | 16 luglio 2012    | 23 novembre 2012 |
| 6  | Big Time Surprise    | Una bella sorpresa               | 22 settembre 2012 | 25 febbraio 2013 |
| 7  | Big Time Decision    | Una scelta difficile             | 29 settembre 2012 | 26 febbraio 2013 |
| 8  | Big Time Babysitting | I babysitter                     | 13 ottobre 2012   | 27 febbraio 2013 |
| 9  | Big Time Gold        | Il disco d'oro                   | 20 ottobre 2012   | 28 febbraio 2013 |
| 10 | Big Time Camping     | Un campeggio per i Big Time Rush | 27 ottobre 2012   | 1º marzo 2013    |
| 11 | Big Time Rescue      | Qualcuno da salvare              | 3 novembre 2012   | 2 marzo 2013     |
| 12 | Big Time Bloopers    | Lo show delle papere             | 10 novembre 2012  | 3 marzo 2013     |

## Un backstage elettrizzante
- Titolo originale: 'Backstage Rush
- Diretto da: Stewart Schill
- Scritto da: Scott Fellows

### Trama
I Big Time Rush sono a Toronto in Canada per l'ultima tappa del loro All Over The World Tour. Durante l'ultima tappa, i Big Time Rush sono determinati a battere il record di cambio veloce fatto precedentemente dagli Nsync, che è di 03.09 secondi. Nel frattempo Kelly, dopo aver dato il suo pass per il backstage ad un'altra persona, riceve un fax urgente nel quale c'è scritto che i trampolini che i Big Time Rush devono usare sul palco, hanno delle saldature difettose, quindi Kelly cerca in tutti i modi di entrare nel backstage senza successo. Un ispettore di polizia sta cercando Carlos perché è convinto che quest'ultimo nasconda un grillo portato via illegalmente dalla Francia, quindi Carlos e Katie cercano in tutti i modi di nascondere il grillo all'ispettore, ma, nonostante tutto, quest'ultimo riesce a trovarlo, ma, dopo aver capito che Carlos ci teneva veramente a quel grillo, glielo lascia tenere. Logan è intenzionato a finire un libro prima della fine del tour mondiale, mentre Kendall e James cercano di capire come fare per cambiarsi più velocemente. Proprio grazie ad una frase letta da Logan nell'ultima pagina del suo libro, i Big Time Rush capiscono come fare e battono il record con 03.07 secondi, quindi poi salgono sul palco, dove Kelly, con l'aiuto di altri addetti nel backstage, riesce a tenere fisse le saldature dei trampolini, impedendo così ai ragazzi di cadere.

## Il ritorno dei Big Time Rush
- Titolo originale: Big Time Returns
- Diretto da: Scott Fellows
- Scritto da: Scott Fellows

### Trama
I Big Time Rush sono tornati al Palm Woods dopo la fine del loro tour mondiale, e Logan vorrebbe ritornare insieme a Camille, ma vuole lasciare che sia lei a fare la prima mossa e cerca in tutti i modi di farsi fare il placcaggio di bentornato da Camille. Mentre Logan si fa aiutare da Katie, Camille si fa consigliare da Buddha Bob, perché anche Camille vorrebbe tornare insieme a Logan, ma, seguendo i consigli di Buddha Bob, sta aspettando che sia Logan a fare il primo passo. Alla fine, grazie ad un consiglio di Katie, Logan e Camille decidono di placcarsi contemporaneamente in modo da fare insieme il primo passo, ma non finisce bene. Nel frattempo Carlos viene scelto da Griffin per scegliere il brano che i Big Time Rush canteranno il giorno dopo al K-Blast, ma Griffin vuole fare in modo che i Big Time Rush cantino Love Me Love Me, mentre Gustavo vuole che i Big Time Rush cantino Elevate. James è intenzionato a conquistare Lucy, e Kendall rivela a James che, prima che partissero per il tour mondiale, Lucy gli aveva fatto l'occhiolino, quindi James non vuole che Kendall parli con Lucy perché James ha "prenotato" Lucy (dicendo che serve per evitare un caos di ragazze che suona bene ma anche no). Quando Kendall spiega a Lucy che non può parlarle a causa della regola del "prenotato", Lucy decide di "prenotare" Kendall e gli dà un bacio sulla guancia. Alla fine Lucy toglie la sua "prenotazione" su Kendall, e, in seguito, James toglie la "prenotazione" su Lucy. Il giorno dopo, al K-Blast, Carlos decide di mettere Windows Down, e, Gustavo e Griffin, inizialmente si arrabbiano, poi quando il conduttore elogia la canzone, i due sono contenti della scelta di Carlos.

## Grosso guaio a Bel Air
- Titolo originale: Bel Air Rush
- Diretto da: David Kendall
- Scritto da: Mark Fellows e Keith Wagner

### Trama
I Big Time Rush sono stufi dei paparazzi che li seguono ovunque, quindi Gustavo vuole far trasferire la band in una villa a Bel Air. I ragazzi inizialmente sono contenti di vivere a Bel Air, ma dopo un po' si accorgono che gli mancano i loro amici e che ci sono troppe regole ferree che non possono infrangere. Quindi cercano di andarsene, ma il proprietario della villa che hanno affittato non vuole che loro se ne vadano, perché se no rovineranno la reputazione di Bel Air. Nel frattempo Katie utilizza i limoni del suo vicino di casa per fare della limonata e venderla a 20$, ma scopre che il suo vicino di casa è il modello Fabio, e quest'ultimo non vuole far usare a Katie i limoni di Fabio, quindi Katie prova in tutti i modi di usare quei limoni. Gustavo cerca di entrare in casa dei Big Time Rush per parlare con loro, ma la guardia di sicurezza non vuole farli entrare. Quindi Gustavo decide di farli tornare al Palm Woods e i ragazzi e Gustavo organizzano un piano di fuga.

## Doppio appuntamento
- Titolo originale: Big Time Double Date
- Diretto da: Joe Menendez
- Scritto da: Jed Spingarn

### Trama
Logan e Camille continuano a litigare e decidono di lasciarsi, ma Camille ha un appuntamento con Jett Stetson, quindi Logan incontra una ragazza identica a lui su un sito di scienza e i quattro decidono di fare un doppio appuntamento, che però finisce male e alla fine Logan e Camille si rimettono insieme dopo un litigio e si baciano. Nel frattempo Carlos riesce, grazie all'aiuto di James, ad ottenere un appuntamento con una delle Jennifer, solo che James monitora di nascosto l'appuntamento di Carlos per impedire a quest'ultimo di combinare danni. Carlos, quando lo scopre, inizialmente si arrabbia con James, ma poi lo perdona quando capisce che James lo aveva solo aiutato a non fare brutte figure con Jennifer. Kendall scopre che Lucy sta mentendo ai suoi genitori fingendo di andare in conservatorio per studiare il violino. Kendall passa una giornata con lei e i suoi genitori, fingendo di essere un amico di Lucy del conservatorio, poi Lucy, i suoi genitori e Kendall vanno nello stesso ristorante in cui Carlos ha portato la Jennifer. Solo che a Lucy le cade la parrucca e i genitori scoprono che si è tinta i capelli, quindi Lucy dice tutta la verità ai suoi genitori e poi i Big Time Rush e Lucy si esibiscono nel ristorante. Parallelamente, il dottore ha detto a Gustavo che non deve arrabbiarsi per un giorno intero, e gli ha messo un braccialetto che suona se gli si alza la pressione. Poi i ragazzi cercano di calmare Gustavo quando lui vede il conto che deve pagare per conto dei ragazzi, di Lucy e di Jennifer.

## Geni del marketing
- Titolo originale: Big Time Merchandise
- Diretto da: Carlos Gonzalez
- Scritto da: Jed Spingarn

### Trama
Griffin e la squadra del marketing dei Big Time Rush hanno ideato alcuni gadget dei Big Time Rush veramente orribili (degli scopettoni per il water, uno shampoo per cavalli e dei bambolotti della band che dicono frasi stupide e senza senso). Quelli del marketing hanno organizzato un appuntamento con il venditore Sam Selmart per proporgli i loro gadget, ma Gustavo, Kelly e i Big Time Rush decidono di annullare l'appuntamento tra quelli del marketing e il signor Selmart e di creare loro dei gadget. Logan e James fanno un profumo dei Big Time Rush, ma James mette dentro Il peperoncino e i due lo propongono a Selmart, ma il profumo lo acceca, mentre Carlos e Kendall vanno in sala con Gustavo e Kelly per registrare della frasi migliori per i loro pupazzetti, solo che Gustavo registra per sbaglio una lite tra Carlos e Kendall, a cui si aggiungono anche Gustavo e Kelly, e Selmart sente delle frasi offensive. Quindi Griffin, quando lo scopre si arrabbia molto con loro e cerca di andare a proporre a Selmart i loro gadget originali, solo che a Selmart non piacciono, ma gli piacciono i bambolotti volanti che combattono contro i robot zombie e vorrebbe acquistarli, ma Griffin per sbaglio attiva un pulsante sul letto di Selmart che fa saltare in aria lo stesso Selmart. Griffin, Gustavo, Kelly e i Big Time Rush entrano nell'ufficio di Selmart, quest'ultimo vuole acquistare i cappelli albero che indossavano. Quindi Selmart mette in vendita i cappelli albero, i bambolotti volanti e il profumo Smellevate come spray scaccia insetti.
- Brano musicale: Revolution

## Una bella sorpresa
- Titolo originale: Big Time Surprise
- Diretto da: Julian Petrillo
- Scritto da: Scott Fellows

### Trama
Kendall tenta di chiedere a Lucy un appuntamento, fino a quando il suo ex-fidanzato Beau arriva al Palm Woods per rimettersi con lei. Qualche istante dopo, viene preso da alcune ragazze del Palm Woods. Con James, Jett e Camille, Kendall cerca di scoprire cosa fa Beau ad insaputa di Lucy, anche se i loro tentativi sono un fallimento. Tuttavia, Lucy ascolta le vere intenzioni di Beau e lo lascia, così inizia una relazione con Kendall. Ma il loro primo bacio, viene visto dall'ex-fidanzata di Kendall, Jo, che è appena tornata al Palm Woods.

## Una scelta difficile
- Titolo originale: Big Time Decision
- Diretto da: Jonathan Judge
- Scritto da: Lazar Saric e Jed Spingarn

### Trama
Jo torna al Palm Woods avendo concluso in anticipo la sua carriera cinematografica in Nuova Zelanda a causa di un incendio sul set. Kendall però è incerto se vuole continuare il suo rapporto con Lucy, o se prova ancora dei sentimenti per Jo e deve scegliere in fretta prima che una di loro lasci il Palm Woods. Nel frattempo, Carlos deve fare una scelta se stare con il suo amico James o con il signor Bitters, nel corso di una presunta apocalisse di zombie. Katie guida per breve tempo la Rocque Records affidatagli da Griffin, ma poi la ridà a Gustavo. Fuori dalla Rocque Recors, Katie trova Kendall, e gli consiglia di seguire il suo cuore, se vuole stare con Jo o con Lucy.

## I babysitter
- Titolo originale: Big Time Babysitting
- Diretto da: Jonathan Judge
- Scritto da: Dan Serafin

### Trama
Kendall e Logan devono fare da babysitter a Babylace, una leggenda del rock, ma lui continua ad avere infarti. Nel frattempo, Carlos e James devono fare da babysitter a Katie, e le impediscono di lasciare il Palm Woods. Intanto, Gustavo e Kelly, cercano di farsi ridare le mille caramelle di importazione al kiwi che Puppy Dog ha rubato a Babylace, così che Gustavo non sia licenziato. Il rapporto di Jo e Kendall sta diventando imbarazzante dopo che Jo ha visto Kendall baciare Lucy.

## Il disco d'oro
- Titolo originale: Big Time Gold
- Diretto da: Nisha Ganatra
- Scritto da: Mark Fellows e Keith Wagner

### Trama
Logan compra una collana d'oro come regalo per il compleanno di Jo da parte di Kendall, ma per sbaglio la dà a Camille che crede sia il regalo per il loro quindicesimo mesiversario. Nel frattempo, James e Carlos cercano di ascoltare il disco d'oro dei Big Time Rush senza farsi vedere da Gustavo, ma finiscono per scoprire insieme a Kelly e Gustavo, che è solo un vecchio disco dipinto d'oro. Alla fine la collana diventa due braccialetti da dare a Jo e a Camille.

## Un campeggio per i Big Time Rush
- Titolo originale: Big Time Camping
- Diretto da: David Kendall
- Scritto da: Lazar Saric

### Trama
Gustavo non dà il permesso ai ragazzi di andare in campeggio perché teme per la loro sicurezza, e i ragazzi grazie a Jo vanno in campeggio su un set cinematografico ambientato in un bosco con Jo, Camille e le Jennifer. Nel frattempo, Gustavo e Kelly stanno cercando di fermare, il campeggio dei ragazzi prima che si mettano nei guai, mentre Katie, la signora Knight, il signor Bitters e Jett sono accampati fuori dal Big Buy per avere il nuovo iSlab 3, intanto Bitters va a pagare il parcheggio, Katie gli dà i soldi e mentre lui è via un ragazzo passa a consegnare dei braccialetti, fino al numero 20 della fila, che sarebbe Bitters, ma visto che lui non c'è la numero 20 è Katie, che riceverà il suo iSlab 3. Alla fine Kelly e Gustavo capiscono che devono lasciare un po' più da soli i ragazzi.

## Qualcuno da salvare
- Titolo originale: Big Time Rescue
- Diretto da: Joe Menendez
- Scritto da: Lazar Saric

### Trama
James e Logan fanno volontariato in un canile e finiscono con l'adottare otto cani, ma che non possono tenere al Palm Woods, a questo punto decidono di farli partecipare in un video dei Big Time Rush (Time of our life). Nel frattempo, Kendall vede Carlos che obbedisce come un cagnolino innamorato alla Jennifer bionda e Kendall pensa che Carlos sia sotto l'incantesimo della Jennifer bionda, così chiede aiuto a Jo per rompere la relazione di Carlos con la Jennifer bionda.

## Lo show delle papere
- Titolo originale: Big Time Bloopers
- Diretto da: Scott Fellows
- Scritto da: Dan Serafin

### Trama
I ragazzi per errore distruggono il nastro dell'ultimo episodio della terza stagione, che sarebbe Big Time Bear, e cercano di impostare rapidamente un episodio con delle papere presentate da Stephen Kramer Glickman, Ciara Bravo e la sagoma di Chris Paul. Alla fine dello show il vero Chris Paul arriva, ma Ciara e Stephen hanno già finito di condurre.